# 第25F海軍航空隊
第25F海軍航空隊（だい25Fかいぐんこうくうたい、仏: Flottille 25F）は、フランス海軍海軍航空隊哨戒・海洋監視航空群隷下の哨戒機部隊。1953年6月20日にラルティーグ海軍航空基地で編成された。第190タヒチ＝フアア空軍基地に所在し、哨戒機にファルコン 200を運用する。また、トントゥータ海軍航空基地に分遣隊を派遣している。

## 歴史
第25F海軍航空隊は、1953年6月20日に第11F海軍航空隊からの改編により誕生し、アブロランカスター飛行隊としてフランス領アルジェリアのラルティーグ海軍航空基地に所在した。1958年7月にはロッキードP2V-6に機種転換し、対潜哨戒及び捜索救難任務を主とした。
1983年7月29日に解隊され、2000年9月1日にダッソーファルコン 200飛行隊として第9S飛行中隊及び第12S飛行中隊の任務と航空機を引き継ぎ、第190タヒチ＝フアア空軍基地で再編成された。ニューカレドニアのトントゥータ海軍航空基地に分遣隊が配置されたほか、2001年7月から2003年4月までマルティニークの第365ラマンタン空軍基地にも分遣隊が配置され、カリブ海での海洋哨戒任務やフランス領ギアナのギアナ宇宙センターでの警戒任務に就いていた。
第25F海軍航空隊は、太平洋における海洋哨戒任務及び捜索救難任務のほか、2019年3月には約3週間、日本周辺海域における朝鮮民主主義人民共和国（北朝鮮）の国際連合安全保障理事会決議の実効性確保のため、国連軍地位協定に基づき、沖縄県に所在する在日アメリカ空軍嘉手納基地を拠点に、瀬取りの警戒監視活動も実施している。

## 配備基地の変遷
- ラルティーグ海軍航空基地（フランス領アルジェリア）（1952年8月 - 1953年2月）
- ラン＝ビウエ海軍航空基地（ブルターニュ地域圏モルビアン県）（1953年7月 - 1963年12月）
- トントゥータ海軍航空基地（フランス語版）（ニューカレドニア）（2000年9月 - ）
- 第190タヒチ＝フアア空軍基地（フランス語版）（フランス領ポリネシアタヒチ島）（2000年9月 - ）
- 第365ラマンタン空軍基地（マルティニーク）（2001年7月 - 2003年4月）

## 歴代運用機

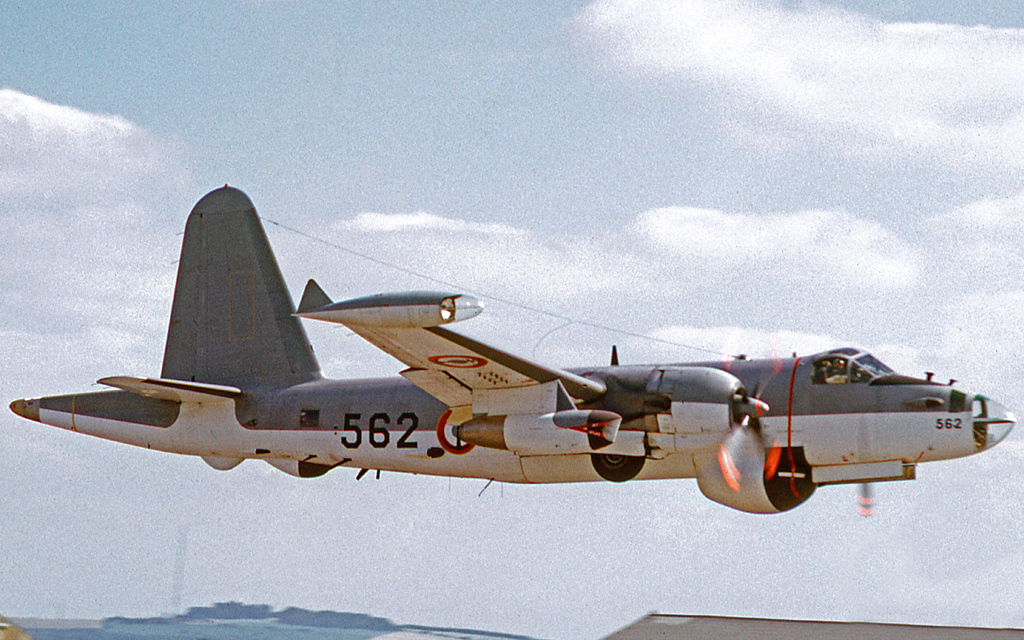
第25F海軍航空隊で運用したP2V-7

- ランカスター （1952年8月 - 1958年7月）
- P2V-7 （1958年7月 - 1983年7月）
- ファルコン 200（フランス語版）（2000年9月 - ）